# Мартелона I (Рим)
Мартелона I је насеље у Италији у округу Рим, региону Лацио.
Према процени из 2011. у насељу је живело 438 становника. Насеље се налази на надморској висини од 34 м.